# Ernst Baeker
Ernst Friedrich August Baeker (* 15. Dezember 1866 in Berlin; † 13. Juni 1944 in Stolp) war ein deutscher Komponist.
Ernst Baeker war der Sohn des Geheimen Rechnungsrates Christian Friedrich Baeker und ging nach dem Abitur auf Wunsch des Vaters zuerst in die Banklehre, bevor er dann Musik bei Heinrich Dorn (1804–1892) und Heinrich Urban (1837–1901) studierte. Bereits vor 1914 komponierte Baeker Klavierstücke, Lieder und Balladen, die bis Opus 40 im Druck erschienen. Mit Unterricht in Musiktheorie verdiente er seinen Lebensunterhalt. Eine lebenslange Freundschaft verband ihn mit Carl Ludwig Schleich.
Mit Beginn des Ersten Weltkrieges kam Baeker nach Posen und arbeitete dort an der Ostbank für Handel und Gewerbe. Als Posen nach dem Krieg an Polen fiel, ging Baeker nach Stolp und arbeitete an der dortigen Bank, bis er 1924 mit Einführung der Reichsmark seine Arbeitsstelle verlor. Er gab jetzt wieder Klavier- und Kompositionsunterricht.
1934 wurden auf dem 2. Pommerschen Musikfest Werke von Baeker aufgeführt. 1935 wurde er in den „Berufsstand deutscher Komponisten“ aufgenommen. Anlässlich seines 70. Geburtstages ließ die Stadt Stolp „Vier Klavierstücke“ Baekers drucken.
Die Musik Baekers wird der Spätromantik zugerechnet.

## Kompositionen (Auswahl)
- 5 Lieder für 1 Singstimme mit Begleitung d. Pianoforte. Op. 4
- Lieder. Op. 14
- Lieder. Op. 17
- Lyrisches Skizzenbuch. Op. 26
- Kleine Sippschaft 10 Klavierstücke für die Jugend Op. 30
- Vier Klavierstücke: Romanze, Scherzo, Balade, Caprizzio. Op. 43, 1936
- Drei Klavierhumoresken. Op. 47, 1936